# Hallencourt
Hallencourt település Franciaországban, Somme megyében. Lakosainak száma 1318 fő (2022. január 1.). Hallencourt Bailleul, Airaines, Allery, Citerne, Fontaine-sur-Somme, Frucourt, Liercourt, Limeux, Mérélessart és Sorel-en-Vimeu községekkel határos.

## Népesség
A település népességének változása:
| Lakosok száma | 1374 | 1362 | 1364 | 1325 | 1306 | 1302 | 1295 | 1286 | 1318 |
|               | 2013 | 2015 | 2016 | 2017 | 2018 | 2019 | 2020 | 2021 | 2022 |